# Teodorico Ranieri
Teodorico Raineri, indicato a volte anche con il nome di Thierry (Orvieto, 1235 circa – 7 dicembre 1306), è stato un cardinale italiano.

## Biografia
Figlio di Giovanni di Bonaspeme e nativo di Orvieto, fu nominato priore della chiesa cittadina di Sant'Andrea intorno al 1275. Trasferitosi a Roma, fu uditore della Sacra Rota e venne inviato in qualità di collettore papale in Germania da papa Martino IV, del quale fu poi cappellano.
Nel 1295 venne consacrato arcivescovo di Pisa e venne poi creato cardinale prete nel concistoro del 4 dicembre 1298, col titolo di Santa Croce in Gerusalemme: optò poi l'anno seguente per l'ordine dei vescovi nella sede suburbicaria di Palestrina. Uomo di fiducia di papa Bonifacio VIII, nel corso del suo episcopato vi fu la fase più critica della guerra fra questo pontefice e i Colonna, che avevano proprio in Palestrina la loro roccaforte. La sede suburbicaria venne assediata e distrutta dall'esercito del papa, e il Ranieri la fece ricostruire a proprie spese.
Fu camerlengo di Santa Romana Chiesa e capitano generale della provincia del Patrimonio nel 1300. Partecipò ai conclavi che elessero Benedetto XI e Clemente V, e fu colui che portò la tiara papale a quest'ultimo ad Avignone. Morì in Francia nel 1306.
Era fratello di Zampo Ranieri, vescovo di Soana.

## Successione apostolica
La successione apostolica è:
- Vescovo Andrew, O.P. (1300)
- Vescovo Alfonso (1301)
- Vescovo Nicolas Balmyle (1301)
- Vescovo Federico (1301)
- Vescovo Tommaso, O.F.M. (1302)
- Arcivescovo Giacomo da Viterbo, O.E.S.A. (1302)
- Vescovo Pierre de Cros (1302)
- Vescovo Francesco (1302)
- Vescovo Zampo (1302)